# Ascara variedad2
Ascara variedad2 es el nombre de una variedad cultivar de manzano (Malus domestica). Esta manzana está cultivada en la colección-repositorio de variedades de manzanos de la Estación Experimental Aula Dei (Zaragoza) con n.º de accesión "3424". Es originaria de Ascara localidad perteneciente al municipio de Jaca, en la Jacetania, provincia de Huesca Comunidad autónoma de Aragón.

## Sinónimos
- "Ascara2 3424",[4]
- "Manzana Ascara2".[6][7]

## Historia
'Ascara variedad2' está considerada incluida en las variedades locales autóctonas muy antiguas, cuyo cultivo se centraba en comarcas muy definidas. Se caracterizaban por su buena adaptación a sus ecosistemas y podrían tener interés genético en virtud de su adaptación. Se encontraban diseminadas por todas las regiones fruteras españolas, aunque eran especialmente frecuentes en la España húmeda. Estas se podían clasificar en dos subgrupos: de mesa y de sidra (aunque algunas tenían aptitud mixta).
'Ascara variedad2' es una variedad mixta, clasificada como de mesa, también se utiliza en la elaboración de sidra; cuyo cultivo en la actualidad se ha reducido a huertos familiares y jardines privados.

## Características
El manzano de la variedad 'Ascara variedad2' tiene un vigor medio a alto; porte desplegado, con vegetación muy tupida, hojas pequeñas; tubo del cáliz ancho o mediano, triangular o alargado en forma de cono o de embudo con tubo largo, y con los estambres insertos bajos, pistilo fuerte. Tiene un inicio de floración precoz, con una duración de la floración larga.
'Ascara variedad2' tiene una talla de fruto pequeño a mediano según si tiene aclareo o no; forma ancha globosa cónica, generalmente más ancha que alta, con contorno irregular, y asimétrico, con un eje de simetría siempre rebajado de un lado; epidermis con color de fondo amarillo, importancia del sobre color medio, color del sobre color rojo, distribución del sobre color chapa/rayas, presentando chapa roja con rayas finas, acusa punteado pequeño ruginoso que se extienden aleatoriamente por la superficie, y con "russeting" (pardeamiento áspero superficial que presentan algunas variedades) débil; pedúnculo de longitud largo, fino, sobresale un poco de la cavidad peduncular, anchura de la cavidad peduncular amplia, profundidad de la cav, peduncular poco profunda, presenta placas ruginosas color grisáceo ligero inicio desde la base de la cavidad, y con importancia del "russeting" en la cav. peduncular débil; anchura de la cavidad calicina amplia, profundidad de la cav, calicina poco profunda, inicio de placas ruginosas color grisáceo se extienden desde la base de la cavidad alrededor del ojo, y con importancia del "russeting" en la cav. calicina débil; ojo de tamaño mediano y está cerrado.
Carne blanca; textura de la pulpa firme; sabor dulce, con acidez baja y contenido en azúcares bajo.
Su tiempo de recogida de cosecha medio se inicia a finales de septiembre y en octubre.